# Zjednoczona Lewica i Alternatywa
Zjednoczona Lewica i Alternatywa (Esquerra Unida i Alternativa, EUA) – partia polityczna z hiszpańskiej Katalonii. Jest katalońskim przedstawicielstwem Izquierda Unida (IU). EUA powstała w 1998 roku, jednocząc wiele małych ugrupowań lewicowych, takich jak PSUC viu i Partii Komunistów Katalońskich.

## Historia
W 1987 roku powstała Inicjatywa dla Katalonii, której celem było nie tylko odtworzenie ruchu komunistycznego w Katalonii, który poważnie ucierpiał wskutek wewnętrznego kryzysu i wyborów na początku lat osiemdziesiątych, ale starał się zbudować nowy polityczny ruch eurokomunistów, otwartych na nowe ruchy społeczne. Ze względu na napięcia w koalicji w 1997, Partia Komunistów Katalońskich opuściła koalicję i postanowiła utworzyć nową partię polityczną.
EUA została założona w 1998, po kryzysie wyborczym koalicji Inicjatywa dla Katolinii. EUiA została założona przez kilka podmiotów politycznych, wśród których komuniści tworzyli najważniejszą grupę. Nowe grupowanie tworzyło:
- Partit dels Comunistes de Catalunya
- Partit Socialista Unificat de Catalunya-Viu
- Partido de Acción Socialista
- Izquierda Alternativa
- Partido Obrero Revolucionario

Zmiany w ogólnej koordynacji wyborczej, doprowadziły do zmiany strategii EUA który zaczął szukać porozumienia z Inicjatywą dla Katalonii. Tak więc, w 2003, EUiA została włączona do nowo powstałej koalicji wyborczej "Iniciativa per Catalunya Verds – Esquerra Unida i Alternativa".

## Wybory
W 2004 w wyborach powszechnych, koalicja zdobyła 234,790 głosów (5,84%). W 2008 partia utraciła ponad 50.000 głosów (181,753 głosów, 4,93%).
W wyborach samorządowych w 2011, uzyskała aż 11% radnych, sięgającą 63 i uzyskała bezwzględną lub względną większość, które pozwoliła rządzić w trzech gminach. Ponadto EUA zdobyła stanowiska ponad 20 burmistrzów w całej Katalonii.
W wyborach do parlamentu hiszpańskiego w 2011, ICV-EUiA zdobyła trzy mandaty i 279,599 głosów (8.09%).

## Ideologia
Poglądy działaczy partii nie są jednakowe, partie łączą postulaty zwiększenia autonomii dla Katalonii, republikanizmu i antykapitalizmu.
Ma silną pozycję w tzw. "czerwonym pasie" Barcelony. Ma ponad 4000 członków. Obecnie integruje się z koalicji ICV z którą ma wspólną grupę parlamentarną.
W 2007, wraz z młodzieżówką (Alternative Jove – Joves d'EUiA) rozpoczęła kampanię w hołdzie rewolucjoniście Che Guevary.